# Europäischer Preis für barrierefreie Städte
Der Europäische Preis für barrierefreie Städte (englisch European Access City Award) ist ein jährlich von der Europäischen Kommission verliehener Preis, der drei europäischen Städten verliehen wird, die sich dadurch hervorgetan haben, dass sie ihr Stadtgefüge für alle ihre Bürger zugänglicher gemacht haben, wobei besonderes Augenmerk auf Fragen im Zusammenhang mit dem Alter und dem Mobilitätsgrad im Allgemeinen gelegt wird.
Der Preis wurde im Mai 2010 anlässlich der Verabschiedung der Europäischen Strategie zugunsten von Menschen mit Behinderungen (2010–2020) ins Leben gerufen. 

## Kriterien und Ziele
Derzeit können nur europäische Städte mit mehr als 50.000 Einwohnern an der Auswahl teilnehmen. Ziel ist die Schaffung eines Europas ohne Barrieren, das allen Bürgern die Möglichkeit bietet, sich frei und in Würde zu bewegen. Bewerbungen müssen in der Regel bis Anfang September eingegangen sein und die Preisverleihung findet um den 3. Dezember, dem Europäischen Tag der Menschen mit Behinderungen, während des Europäischen Behindertenforums statt.
In diesem Zusammenhang werden die Städte aufgefordert, nachzuweisen, dass sie die Barrierefreiheit verbessert haben:
- im öffentlichen Raum
- im öffentlichen Dienst
- im Transportwesen und der damit verbundenen Infrastruktur.

Neben der Auszeichnung, die auch mit einem finanziellen Beitrag von 150.000, 120.000 und 80.000 Euro verbunden ist, ist eine besondere Erwähnung für Städte vorgesehen, die sich in einem bestimmten Sektor hervorgetan haben.
Die Auszeichnung ermöglicht außerdem die Verbreitung und Weitergabe der bewährten Verfahren, welche die ausgewählten Städte bereits zur Erreichung dieser Ziele in ganz Europa eingeführt haben.

## Chronologie der Gewinnerstädte
Die Städte, die den Preis seit seiner Einführung im Jahr 2010 gewonnen haben:
- 2011: Avila
- 2012: Salzburg. Den zweiten und dritten Platz belegten Krakau, Marburg und Santander (Spanien). Besondere Erwähnungen für wichtige Errungenschaften erhielten: Terrassa (Spanien) für die gebaute Umwelt und öffentliche Räume, Ljubljana für Verkehr und damit verbundene Infrastruktur, Olomouc (Tschechische Republik) für Information und Kommunikation, einschließlich neuer Technologien, und Grenoble für öffentliche Einrichtungen und Dienste.
- 2013: Berlin. Den zweiten und dritten Platz belegten Nantes und Stockholm. Die Jury sprach außerdem besondere Erwähnungen aus an: Pamplona (Spanien) für die bebaute Umwelt und öffentliche Räume, Gdynia (Polen) für Verkehr und damit verbundene Infrastruktur, Bilbao (Spanien) für Information und Kommunikation, einschließlich neuer Technologien, und Tallaght (Irland) für öffentliche Einrichtungen und Dienstleistungen.
- 2014: Göteborg. Den zweiten und dritten Platz belegte Grenoble und den dritten Platz belegte Posen. Besondere Erwähnungen erhielten Belfast, Dresden, Burgos (Spanien) und Malaga (Spanien).
- 2015: Borås. Den zweiten und dritten Platz belegten Helsinki und Ljubljana. Besondere Erwähnungen gingen an Logroño (Spanien) für die gebaute Umwelt und öffentliche Räume und an Budapest für sein Engagement im Verkehrssektor. Arona (Spanien) und Luxemburg erhielten eine besondere Erwähnung für öffentliche Einrichtungen und Dienstleistungen.
- 2016: Mailand. Den zweiten und dritten Platz belegten Wiesbaden und Toulouse. Vaasa erhielt eine besondere Erwähnung für seine Bemühungen, das Arbeitsumfeld für ältere und behinderte Bürger zu verbessern. Eine weitere besondere Erwähnung erhielt Kaposvár (Ungarn) für sein Engagement zur Verbesserung der Barrierefreiheit.
- 2017: Chester. Den zweiten und dritten Platz belegten Rotterdam und Jūrmala (Lettland). Besondere Erwähnungen für Lugo (Spanien), Skellefteå, Alessandria und Funchal (Portugal).
- 2018: Lyon. Den zweiten und dritten Platz belegten Ljubljana und Luxemburg. Besondere Erwähnung verdient Viborg (Dänemark) für die Vereinbarkeit seines historischen Erbes und seiner Hügellandschaft mit einer zugänglichen Infrastruktur.
- 2019: Breda. Den zweiten und dritten Platz belegten Évreux (Frankreich) und Gdynia (Polen). Besonders hervorzuheben sind Kaposvár (Ungarn) für seine kontinuierlichen Verbesserungen und Vigo (Spanien) für seine innovative Architektur.
- 2020: Warschau. Den zweiten und dritten Platz belegten Castellóde la Plana (Spanien) und Skellefteå. Besondere Erwähnung verdienen Chania (Griechenland), Tartu und Evreux (Frankreich).
- 2021: Jönköping. Den zweiten und dritten Platz belegten Bremerhaven und Gdyna (Polen). Besonders hervorzuheben sind Posen für die Zugänglichkeit zu öffentlichen Diensten, Komotini (Griechenland) für die Zugänglichkeit zur Stadt und Florenz für die Zugänglichkeit zu Gebäuden.
- 2022: Luxemburg. Den zweiten und dritten Platz belegten Helsinki und Barcelona. Besondere Erwähnung verdient Leuven (Belgien) für die Integration der Barrierefreiheit, auch im digitalen Bereich; Palma de Mallorca (Spanien) zur Verbesserung des Zugangs zur physischen Umwelt, einschließlich Stränden und Parks.
- 2023: Skellefteå. Den zweiten und dritten Platz belegten Cordoba und Ljubljana. Besondere Erwähnung für Hamburg für die gebaute Umwelt; Grenoble für das Verkehrsnetz; Mérida (Spanien) für Informations- und Kommunikationstechnologien.[6]
- 2024: San Cristóbal de La Laguna. Den zweiten und dritten Platz belegten Łódź (Polen) und Saint-Quentin (Frankreich). Tübingen erhielt eine besondere Erwähnung für seine Stadtentwicklung. Außerdem erhielt South Dublin County (Irland) eine besondere Erwähnung für Landschafts- und Spielplatzbereiche.[7]